# Selektion (Konzentrationslager)

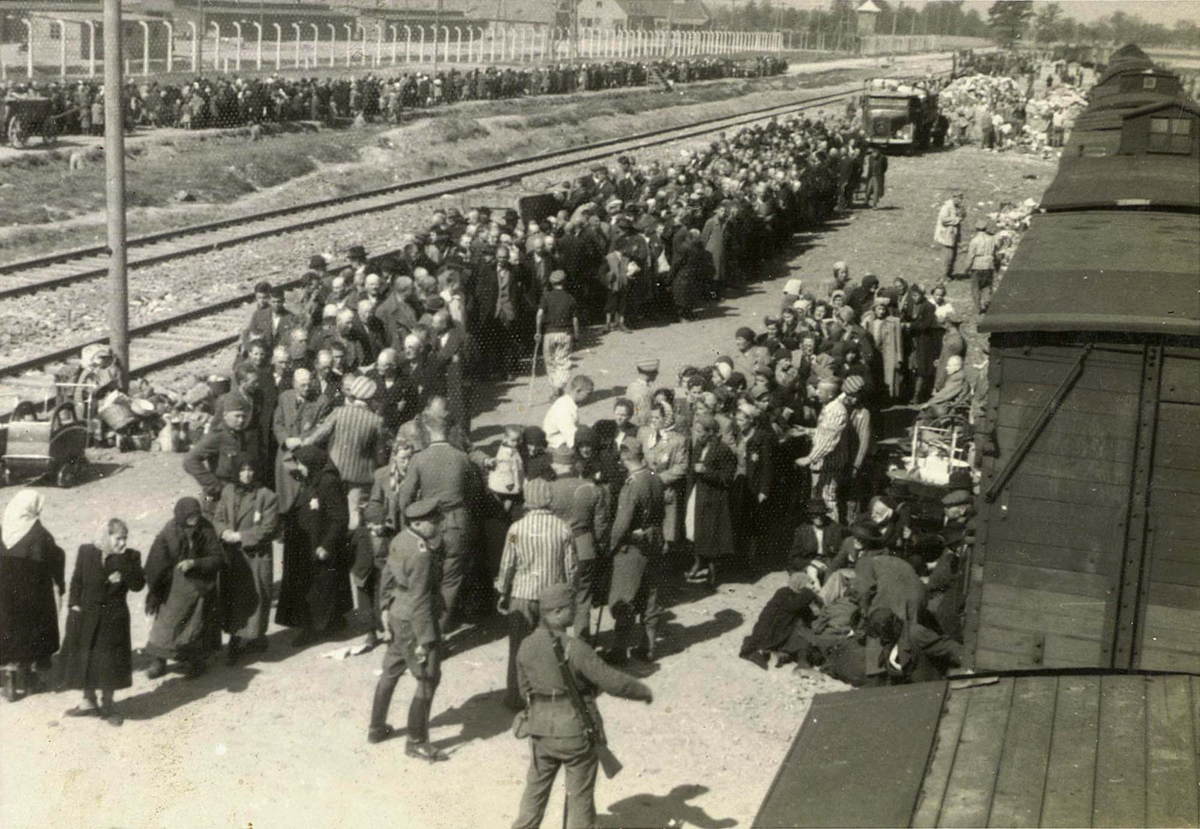
Selektion in Auschwitz-Birkenau am 26. Mai 1944 (Auschwitz-Album)

Der Begriff Selektion bezieht sich in der Zeit des Nationalsozialismus in erster Linie auf die Aussonderung von „nicht arbeitsverwendungsfähigen“ Deportierten, Zwangsarbeitern oder KZ-Häftlingen, die anschließend ermordet wurden. Im zeitgenössischen Sprachgebrauch der SS-Wachen wurde der Begriff Selektion wahrscheinlich nicht verwendet; der Vorgang wurde als Aussortierung und Ausmusterung bezeichnet.

## Selektion durch die Aktion 14f13
Im Rahmen einer „Invaliden- oder Häftlingseuthanasie“, die der Reichsführer SS Heinrich Himmler mit Philipp Bouhler verabredet hatte, wurden kranke, alte und als „nicht mehr arbeitsfähig“ eingestufte KZ-Häftlinge hauptsächlich zwischen Frühjahr 1941 und März 1942, teils aber bis 1944 in Tötungsanstalten unter der Kontrolle der Zentraldienststelle T4 durch Kohlenstoffmonoxidgas ermordet.
Die Lagerkommandanten ließen für Häftlinge, die für einen längeren Zeitraum oder dauerhaft nicht arbeitsverwendungsfähig erschienen, Meldebögen ausfüllen, mit denen Angaben zu unheilbaren körperlichen Leiden, Kriegsbeschädigung sowie früheren Straftaten erfasst wurden. Eine anreisende Ärztekommission, die aus einschlägig erfahrenen T4-Gutachtern bestand, erstellte – anfangs noch nach Augenschein, später nur nach Aktenlage – ein Gutachten mit einer Entscheidung darüber, ob der Häftling der „Aktion 14f13“ zugeführt werden solle.
Die ersten Selektionen dieser Art fanden ab April 1941 im KZ Sachsenhausen statt; im Sommer 1941 wurden Häftlinge aus dem KZ Buchenwald und dem KZ Auschwitz in der Tötungsanstalt Pirna-Sonnenstein vergast. Selektierte Häftlinge aus dem KZ Mauthausen, dem KZ Dachau und KZ Flossenbürg wurden in der Tötungsanstalt Hartheim umgebracht. In den Tötungsanstalten Sonnenstein und Bernburg wurden „ausgemusterte“ Gefangene aus dem KZ Buchenwald und dem KZ Ravensbrück ermordet. Die Gesamtzahl der durch die Aktion 14f13 getöteten KZ-Häftlinge wird mit 12.330 bis 12.930 angegeben.
Trotz ihres begrenzten Umfangs besaß die Aktion 14f13 „für die Geschichte der Selektion eine zentrale Bedeutung“: Sie etablierte in den Lagern das Prinzip der Selektion, die sich bald von ihrer pseudomedizinischen Legitimation löste und vom Lagerpersonal selbständig betrieben wurde.

## Lagerselektionen

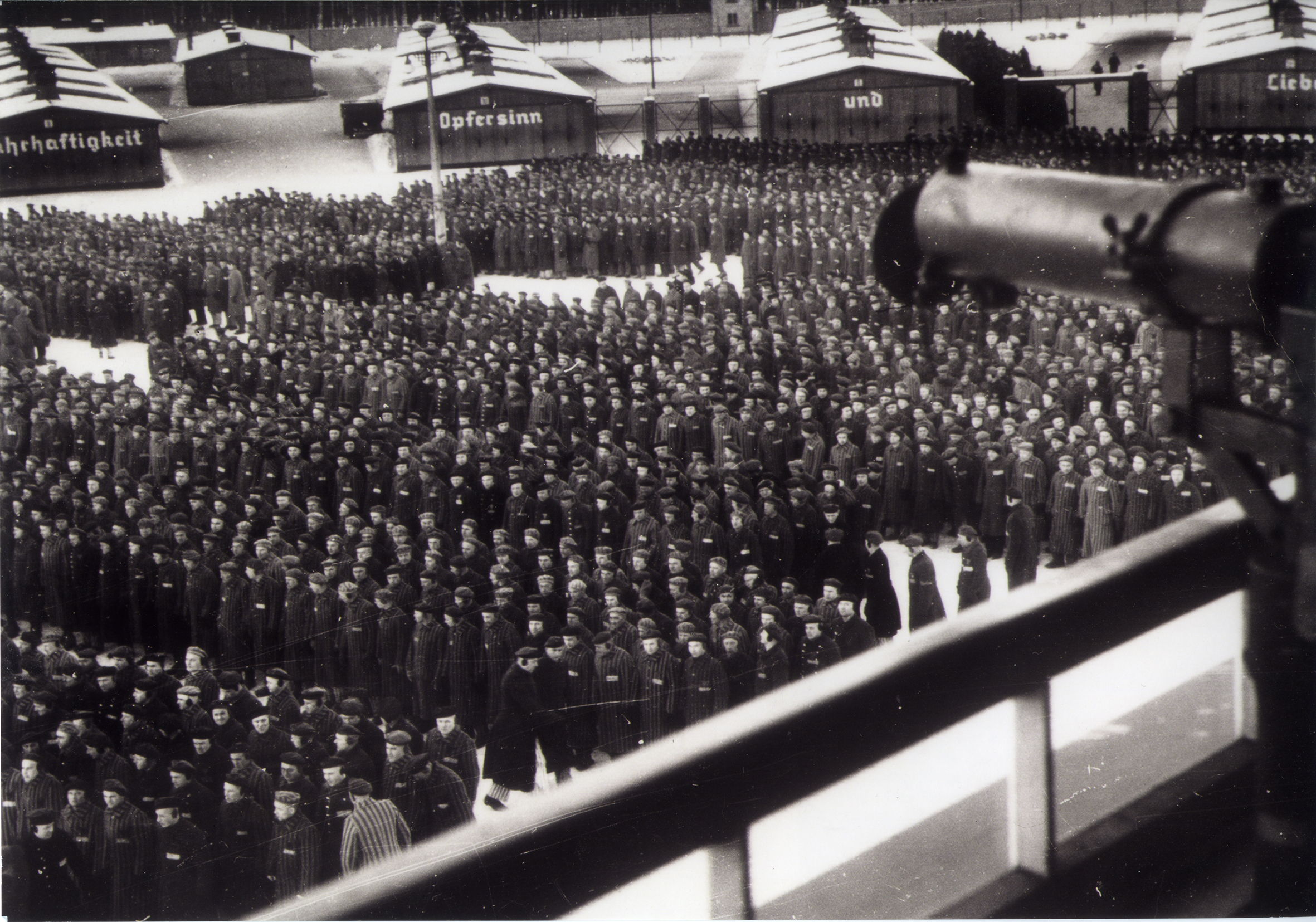
Häftlinge im Winter beim Zählappell im KZ Sachsenhausen

Lagerselektionen waren während der Kriegsjahre in allen Konzentrationslagern üblich. Häftlinge, die schwächlich aussahen oder im überfüllten Lager als überflüssig galten, wurden regelmäßig ausgesondert und getötet.
Selektionen beim Appell im Lager oder im „Block“ wurden von der Lagerleitung angeordnet. Das Blockpersonal verriegelte die Barackentüren und trieb die Häftlinge in eine Kammer. Der SS-Offizier stand an der Außentür, ließ jeden durch die Stube laufen und entschied nach kurzem Blick über Leben und Tod.
Für regelmäßige Selektionen in den Krankenbauten waren SS-Ärzte und Sanitäter oder der Revierkapo verantwortlich. Die Opfer wurden durch Herzinjektionen umgebracht, zum Verhungern in Sterbeblocks gesperrt oder zur Vernichtung in Gaskammern geschafft. Das zahlenmäßig größte Ausmaß erreichten die Revierselektionen in Auschwitz: Allein in den Monaten August bis Dezember 1942 wurden dort 2467 Menschen mit Giftspritzen, zumeist Phenolinjektionen direkt in den Herzmuskel, umgebracht.
In den Vernichtungslagern der Aktion Reinhardt – Belzec, Sobibor und Treblinka – wurden die Ankommenden fast ausnahmslos ermordet: Aus den Transportzügen wurden nur einige wenige Menschen herausgesucht, um das Häftlings-Arbeitskommando zu ergänzen.

## Selektionen in Auschwitz

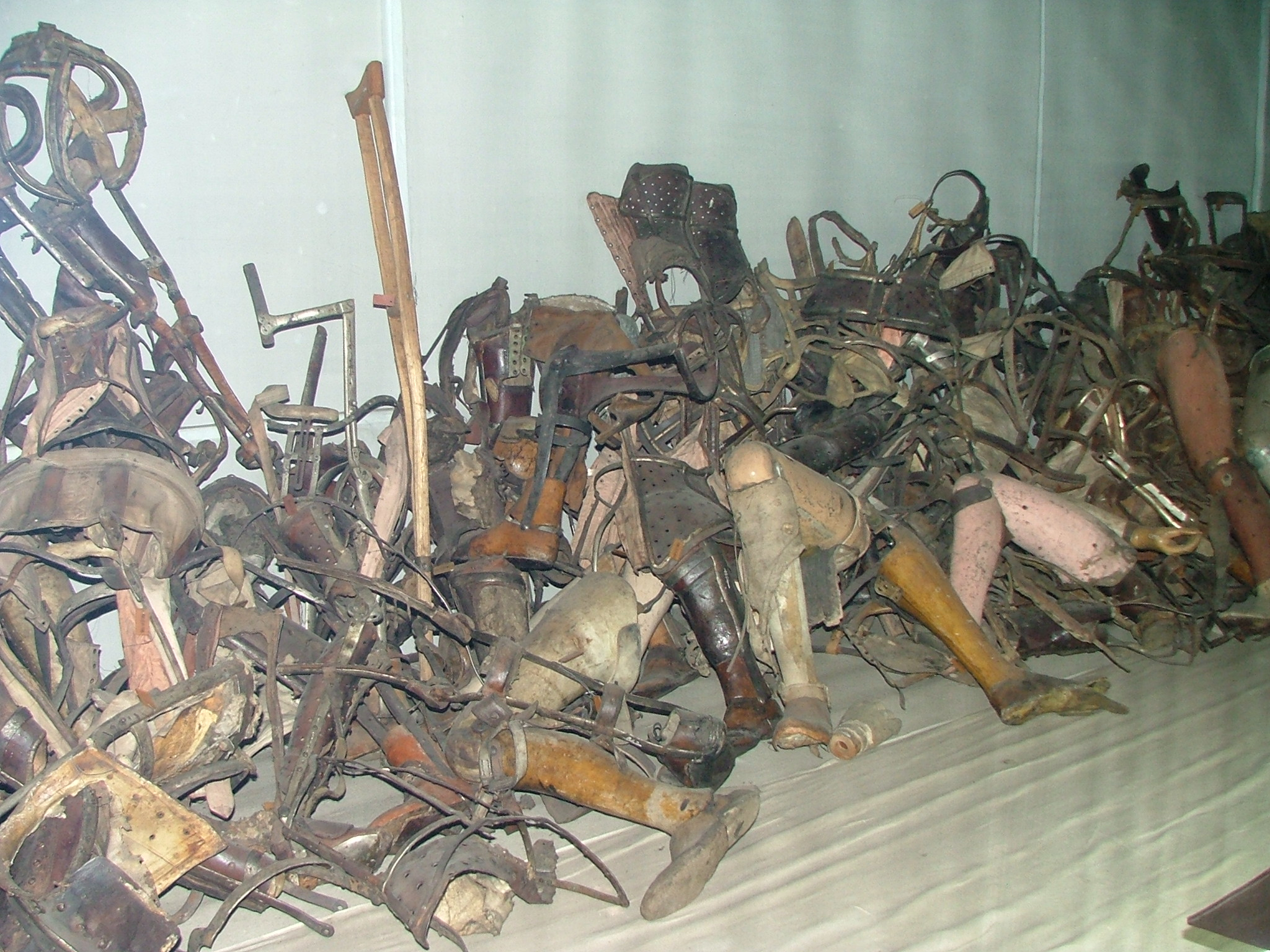
Ansammlung von Gehhilfen und Prothesen (Gedenkstätte Auschwitz)

Die Dienststelle Schmelt, die seit dem 15. Oktober 1940 den Arbeitseinsatz von Juden in Oberschlesien und im Sudetenland organisierte, ließ erstmals Ende 1941 nicht mehr zur Arbeit verwendbare Zwangsarbeiter selektieren, um diese anschließend nach Auschwitz zu schaffen und dort im Stammlager vernichten zu lassen. Diese vor Ankunft in Auschwitz vorgenommenen Selektionen wurden von Friedrich Karl Kuczynski und in einem anderen Fall vermutlich vom stellvertretenden Leiter, Heinrich Lindner, verantwortet.
Die Selektion bei der Ankunft eines in Auschwitz ankommenden Deportationszuges ist erstmals für einen „Familientransport“ am 29. April 1942 mit 1054 slowakischen Juden bezeugt, von denen 331 im Krematorium des Stammlagers vergast wurden. Am 4. Juli 1942 fand erstmals bei einem Deportationszug, der für Auschwitz-Birkenau bestimmt war, eine Selektion statt: Die als „nichtarbeitstauglich“ eingestuften Juden wurden im Bunker II von Auschwitz-Birkenau mit Zyklon B ermordet. Seitdem fanden solche Selektionen regelmäßig statt und wurden zur „Routineangelegenheit“. Bis Mai 1944 wurden die Selektionen bei Massentransporten an der „Alten Judenrampe“ auf dem Gelände des 2,5 Kilometer entfernten Güterbahnhofs Auschwitz durchgeführt.
Heinrich Himmler besuchte am 17. Juli 1942 den KZ-Komplex Auschwitz und beobachtete die Selektion eines eben eingetroffenen Transports und die Vergasung. Von den beiden an diesem Tag ankommenden Deportationszügen mit 2000 Juden aus den Niederlanden wurden 1251 Männer und 300 Frauen ins Lager eingewiesen, die übrigen 449 Menschen in Gaskammern ermordet.

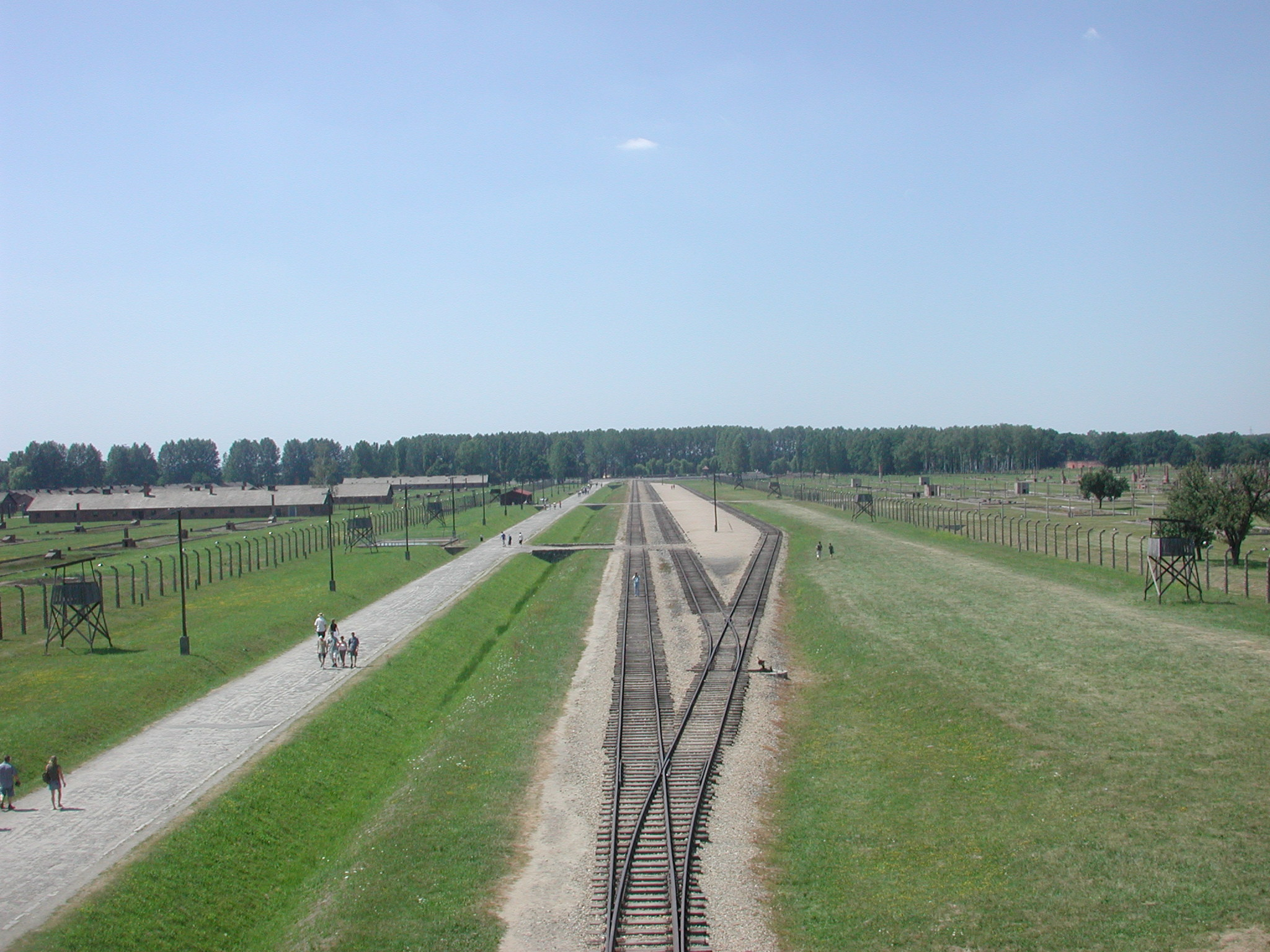
Blick zur Bahnrampe im Lager Auschwitz-Birkenau, Aufnahme von 2006

Rudolf Höß ordnete am 9. Mai 1944 an, den Ausbau der Rampe und des dreigleisigen Bahnanschlusses innerhalb der Umzäunung des Lagers Auschwitz-Birkenau beschleunigt fertigzustellen. Zum „Rampendienst“ waren stets Ärzte eingeteilt, die ohne eingehende Untersuchung entschieden, welche der mit dem Zug eingetroffenen Häftlinge in die Gaskammern geschickt wurden. Nach dem Aussteigen wurden die Familien getrennt und zwei Reihen gebildet: In der einen standen Männer und Jungen ab sechzehn Jahren (ab 1944 auch Vierzehnjährige), in der anderen Frauen und Kinder. Die Opfer wurden nach Augenschein beurteilt; manchmal stellte man ihnen eine knappe Frage nach Alter oder Beruf.
Wolfgang Sofsky stellt heraus, dass sich die Selektionspraxis weniger an beruflichen Fähigkeiten, Körperkraft oder Alter ausgerichtet, sondern sich vielmehr am aktuellen Arbeitskräftebedarf und der Lagerkapazität orientiert habe. Daher gehen die Zahlen der jeweils als „arbeitsverwendungsfähig“ Selektierten weit auseinander: Von den aus Frankreich, den Niederlanden, Griechenland und Ungarn verschleppten Juden kamen nur 26 % bis 40 % ins Lager. Nach Urteil des Historikers Jan Erik Schulte gab es bei Selektionen einen maximalen Ermessensspielraum, der einen „letztlich nur vordergründig utilitaristisch motivierten Selektionsprozess“ erlaubte.
Die Einteilung der Lagerärzte zur Selektion und die Leitung der Selektionen insgesamt nahm in Auschwitz-Birkenau der Standortarzt Eduard Wirths als deren Vorgesetzter vor. Der Standortarzt war Untergebener des Lagerkommandanten und in der Befehlshierarchie der Inspektion der Konzentrationslager (IKL) dem Leitenden Arzt der IKL unterstellt. Als einziger Lagerarzt soll sich Hans Münch geweigert haben, bei Selektionen an der Rampe teilzunehmen.
Die Situation an der Rampe ließ keinen Widerstand der Opfer zu; sie wurden beschwichtigt oder eingeschüchtert und in der Hoffnung belassen, es handele sich um einen Arbeitseinsatz oder eine Umsiedlung. Zum Einsatz von Schusswaffen kam es dort „fast nie“.